# Игарвил (Илиноис)
Игарвил (енгл. Eagarville) град је у америчкој савезној држави Илиноис.

## Демографија
По попису из 2010. године број становника је 127, што је 1 (-0,8%) становника мање него 2000. године.
| Група             | 2000.        | 2010.       |
| Белци             | 128 (100,0%) | 125 (98,4%) |
| Афроамериканци    | 0 (0,0%)     | 1 (0,8%)    |
| Азијати           | 0 (0,0%)     | 0 (0,0%)    |
| Хиспаноамериканци | 0 (0,0%)     | 0 (0,0%)    |
| Укупно            | 128          | 127         |